# Ансельм Кіфер
Ансельм Кіфер (нім. Anselm Kiefer; нар. 8 березня 1945, Донауешинген, Німеччина) — німецький художник.

## Біографія
Народився під останніми бомбардуваннями Другої світової. Збирався вчитися праву, літератури, мовознавства, але схилився до мистецтва, навчався у Фрайбурзі, Карлсруе, Дюссельдорфі. У 1969 прославився провокаційною інсталяцією в одній з галерей Карлсруе, де звертає увагу глядачів на живучість нацизму (на фотографіях він віддавав нацистське вітання на тлі символічних пам'яток найбільших міст Європи). У пізнішій творчості Кіфер продовжувала цю лінію: це аналітична робота з найбільш загальними і глибинними символами німецького духу від Нібелунгів до Гітлера, міфами великої місії німецького народу, особливого шляху Німеччини, великого вождя і т. ін. Серед вчителів Кіфера був Йозеф Бойс, перебував під творчим впливом Георга Базеліц.
З 1993 живе і працює у Франції, де зробив творчою лабораторією промислову зону в департаменті Гар ; тут знято документальний фільм Софі Файнс про художника Over Your Cities Grass Will Grow (2010, див .:  [Архівовано 5 жовтня 2010 у Wayback Machine.]).

## Творчість
Найбільший з художників післявоєнної Німеччини. Головна больова точка творчості Кіфера — Голокост як втілення німецької катастрофи. Зазнав вплив філософії кабали, містики і алхімії. У 1990-2000-х роках створив серії робіт, натхнених творчістю Пауля Целана, Інгеборга Бахмана, Велимира Хлєбникова. Виступає як театральний художник і художник книги.

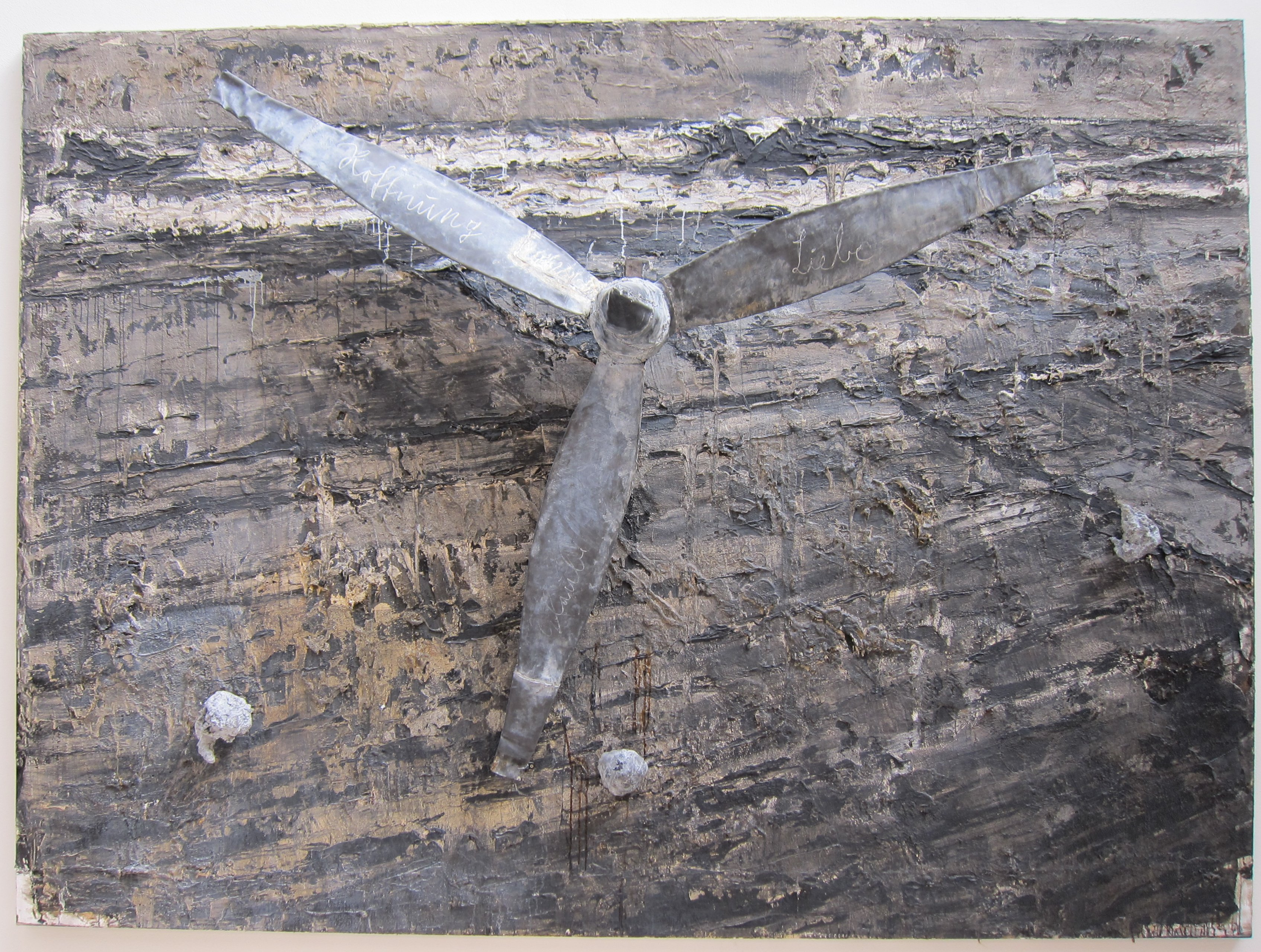
«Віра, надія, любов». Ансельм Кіфер

Роботи Кіфера знаходяться в найбільших музеях Європи, США, Австралії, в тому числі:
- Лувр , Париж , Франція .
- Музей сучасного мистецтва Соломона Гуггенхайма . Нью-Йорк , США .
- Art Institute of Chicago. Чикаго , США .
- Музей Гуггенхайма в Більбао . Більбао , Іспанія .

## Визнання
- Премія Вольфа (1990).
- Імператорська премія Японії (1999).
- Австрійський почесний знак За науку і мистецтво (2005).
- Орден «За заслуги перед Федеративною Республікою Німеччина» (2005).
- Премія миру німецьких книготорговців (2008).
- Почесний доктор Doctor of Letters Сент-Ендрюського університету (2015).